# Милан Јоловић Легенда
Милан Јоловић Легенда (Бањани код Сокоца, 18. јануар 1967) био је командант специјалне јединице Вукови са Дрине у саставу Војске Републике Српске, те касније и командант „72. специјалне бригаде” Војске Југославије. Носилац је бројних војних и ратних признања ВРС и ВЈ од чега се посебно издваја орден Милоша Обилића за храброст.

## Дјетињство и школовање
Милан Јоловић рођен је 18. јануара 1967. године у селу Бањани, (тада се звало Бандин Оџак) општина Соколац, од оца Влада и мајке Драгиње, рођене Каностревац. Одрастао је у вишечланој породици са још три брата.
Основну школу завршио је у Сокоцу 1981. године, а Средњу војну школу у Сарајеву 1985. године. Војну академију похађао је у Београду и Панчеву и успјешно завршио 1991. године, смјер - специјалне јединице. За вријеме школовања и касније студирања, активно се бавио различитим спортовима, гдје се посебно истакао у војничком вишебоју. Све вријеме професионалне војне службе био је припадник специјалних и падобранских јединица.

## Ратна и војна каријера
Током Грађанског рата у Босни и Херцеговини, командовао је једном од најелитнијих јединица Војске Републике Српске, Вукови са Дрине. У једној акцији изведеној 14. јула 1993. године, на Игману (у рејону Проскока), Јоловић је са својом јединицом спасио живот генералу Ратку Младићу, успијевши да га извуче из непријатељског окружења (током операције Лукавац 93). За овај подвиг, генерал Младић га је унаприједио на лицу мјеста у виши чин, а касније одликовао и наградио пиштољем.
Јединица Вукови са Дрине је имала широк простор дјеловања, по свим ратиштима, од Уне до југа Херцеговине. Успјешно је учествовала у многим војним акцијама, при чему се осим поменуте операције издвајају и акције у Кључу и Дрвару 1995. године, као и операција Криваја 95. Током рата јединица је изгубила 81 припадника, а сам Јоловић је три пута рањаван (околина Горажда, Теочак и Средње код Илијаша).
По завршетку рата, Јоловић је завршио Генералштабну школу у Београду и прешао да ради у Војску Југославије. Био је командант „72. специјалне бригаде”, а послије тога радио је у Генералштабу Војске Југославије, у одјељењу за специјале јединице, одакле је пензионисан на лични захтјев у чину пуковника.
У то вријеме, био је најмлађи пуковник Војске Југославије. Од чина потпоручника до чина пуковника, провео је само 10 година. Чак 4 пута је пријевремено унапређиван у току службе.
Добитник је многих признања, награда и медаља, између осталог и ордена Милоша Обилића за храброст.

## Приватни живот
Милан Јоловић је ожењен Снежаном Пајкић Јоловић, бившом српском и југословенском атлетичарком и европском првакињом, са којом има двоје дјеце. Након пензионисања, Јоловић се успјешно бави приватним предузетништвом, један је од сувласника агенције за физичко и техничко обезбеђење.
Хоби су му спорт и лов.